# 威恩斯峰
83°59′S 56°19′W / 83.983°S 56.317°W
威恩斯峰（英語：Wiens Peak）是南極洲的山峰，位於伊莉莎白女王地，屬於彭薩科拉山脈中尼普頓山脈的一部分，美國地質調查局根據測量和該國海軍的空中照片繪入地圖，現時由南極條約體系管理。